# Pig country
|  | Denne artikel er oprettet af botten PalnaBot ud fra en ekstern database. Den kan derfor have sproglige fejl eller mangler. Denne skabelon kan fjernes efter kontrol af indholdet. |

Pig country er en film instrueret af Andreas Koefoed.

## Handling
Jacob har ansvaret for tre gårde og store arealer land. Som sin far og farfar er han grisefarmer og sender store mængder svin til slagtning hver uge. Han er en ambitiøs og visionær forretningsmand, men står imidlertid i en situation, hvor han skylder over 50 millioner kroner til banken, og familiens fremtid er ude af hans hænder.